# Tonicella lokii
Tonicella lokii är en blötdjursart som beskrevs av Clark 1999. Tonicella lokii ingår i släktet Tonicella och familjen Ischnochitonidae. Inga underarter finns listade i Catalogue of Life.